# Organizarea administrativă a Cehiei

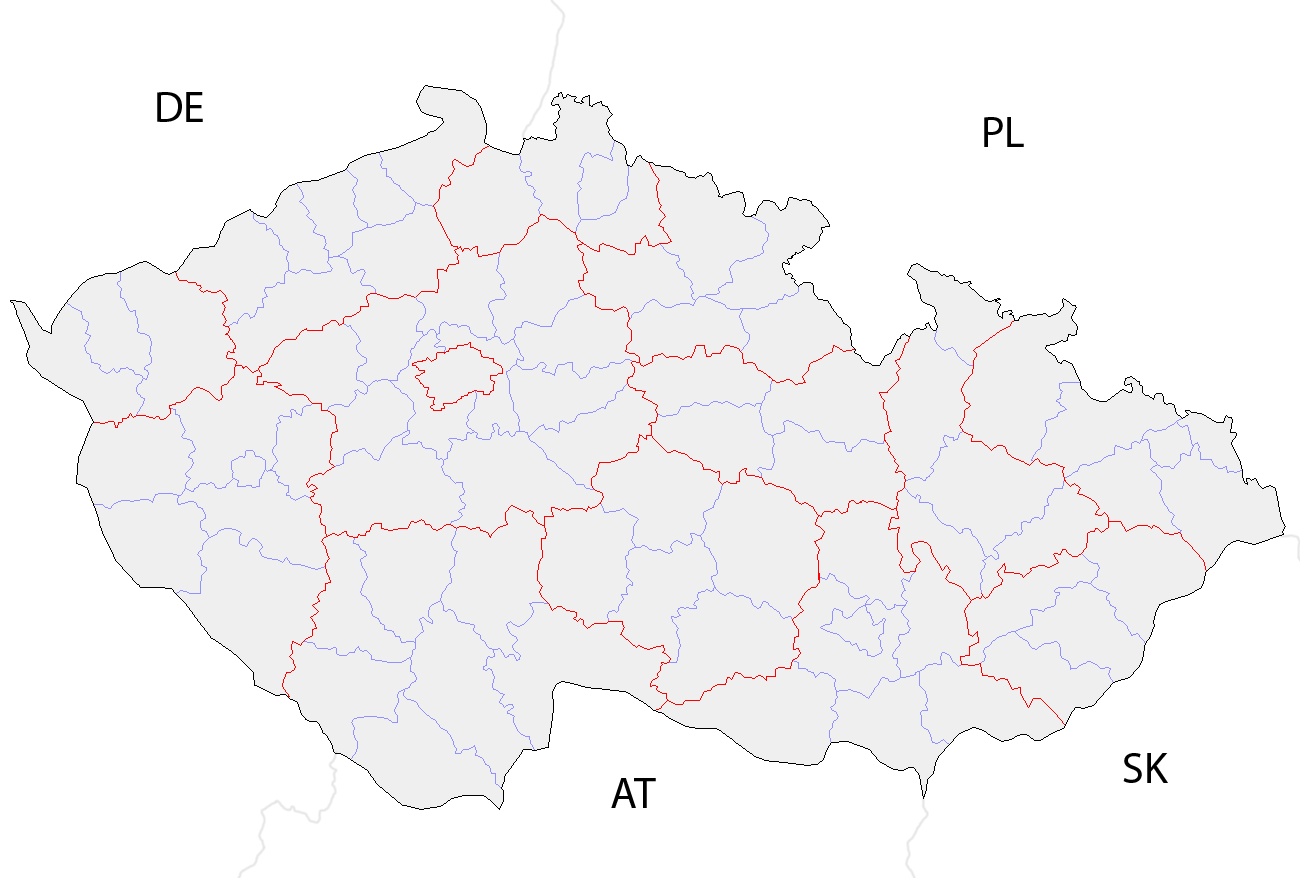
La Repubblica Ceca con evidenziati in rosso i confini regionali e in grigio i confini distrettuali

Republica Cehă este subdivizată din punct de vedere administrativ în regiuni (kraje), districte (okresy) și comune (obcí).

## Divizarea administrativă actuală

### Regiuni
Regiunile (kraje) costituie nivel întâi al diviziunilor administrative din Cehia. În prezent Cehia este împărțită în 14 regiuni, inclusiv orașul-regiune Praga (Hlavní město Praha).

### Districte
Districtele (okresy) reprezintă cel de-al doilea nivel al diviziunilor administrative din țară. Cehia are 76 de districte, inclusiv orașele-districte Plzeň, Brno și Ostrava .

### Comune
Comunele (obcí) sunt cel de-al treilea nivel administrativ al Cehiei. În anul 2001 în Cehia erau 6258 de comune, în 2009 erau 6.249 de comune, iar în prezent (din 2009) Cehia are 6.254 de comune. Comunele pot avea statut de oraș (město), oraș-târg (městys) sau simplu comună (obec).